# 戈裕良
戈裕良（1764年—1830年），字立三，江蘇常州府陽湖縣人，清朝畫家、造園家。其園林造景藝術帶有創意之餘，又營造出雄渾氣勢。在乾隆、嘉慶年間聲名大噪。

## 生平
戈裕良善於將繪畫與園林結合，建造過不少大江南北的名園。嘉慶八年（1803年），他為清代著名學者洪亮吉疊西圃假山。洪亮吉在戈氏的扇面題了三首絕詩，絕詩之前寫了數句：「同里戈裕良世居東廓，以種樹累石為業，近日為余營西圃，泉石饒有情趣，暇日出素筵索書，因題三絕句贈之。」之後的詩句當中「奇石胸中百萬堆，時時出手見心裁」一句表達了洪亮吉對戈裕良作品的欣賞與讚賞。可見戈裕良的造園藝術出色。戈裕良小時候家境清貧。他要幫助他人製造園疊山景以維持生計。戈氏為人好鑽研園李藝術，外師造化。在他的園林設計中，他能夠融合泰山、華山、衡山、雁山等諸山峰的景致。而且所置的假山又能夠使人恍如登上泰山、華山和置身於廣東、桂林。戈裕良曾創設「環石鉤帶法」，讓假山渾然一體，維妙維肖像真山一樣。加上又堅固到千年不敗。因此其園林造景馳名大江南北。
乾隆年間，江南的官僚及豪族皆置園疊山，戈氏就為各地所爭聘。嘉慶初年，戈裕良的名聲遠播。例如於嘉慶三年（1798年），蘇州府知府任兆炯購入薛文清公祠改建一榭園時聘請戈裕良去掇疊假山。由於戈裕良的造園技藝神妙，古今名家都加倍推崇，所以出現「蘇州園林為我國第一，戈裕良製作的園林又為蘇州第一」的說法。工巧典型的蘇州環秀山莊湖石假山是他的代表作之一。他所建築的假山別具風格，並不需要藉牽蘿攀藤去掩飾點綴就可以造出逼真的山林。花園子的美譽便是由此得來。另一方面，他以少量的石頭以及有限的空間，把自然山水中的峰巒洞壑概括地提煉出來。不但變化多端、崖巒聳翠；而且池水相映、深山幽壑都勢若天成。他精雕細鑿的個性可見於其現存的疊山傑作，即揚州小盤谷、常州西甫、皋文園、南京五松園、虎丘一榭園和儀徵樸園。其中樸園有16景，包括梅花嶼、芳草垞、含暉洞、飲鶴澗、魚樂溪、尋詩徑、紅藥欄、菡萏軒、宛轉橋、竹深處、識秋亭、積書岩、仙棋石、斜陽坂、望雲峰及小漁梁。該園林因此16景而被稱為「淮南第一名園」。

## 外部連結
- 戈裕良《江蘇省志·風景園林志》
- 中國中央電視台 中國風 蘇州園林 （页面存档备份，存于）